# Ulica Tadeusza Kościuszki w Żywcu
Ulica Tadeusza Kościuszki w Żywcu – reprezentacyjna ulica miasta Żywiec, częściowo mająca status drogi wojewódzkiej. Biegnie od Rynku do przejścia w ul. Dworcową na Moście Jukacy na Sole.
Na odcinku od ul. Dworcowej do ronda przy Placu Grunwaldzkim jest częścią drogi wojewódzkiej 945 łączącej Żywiec z Korbielowem, na pozostałej długości jest drogą gminną.

## Historia

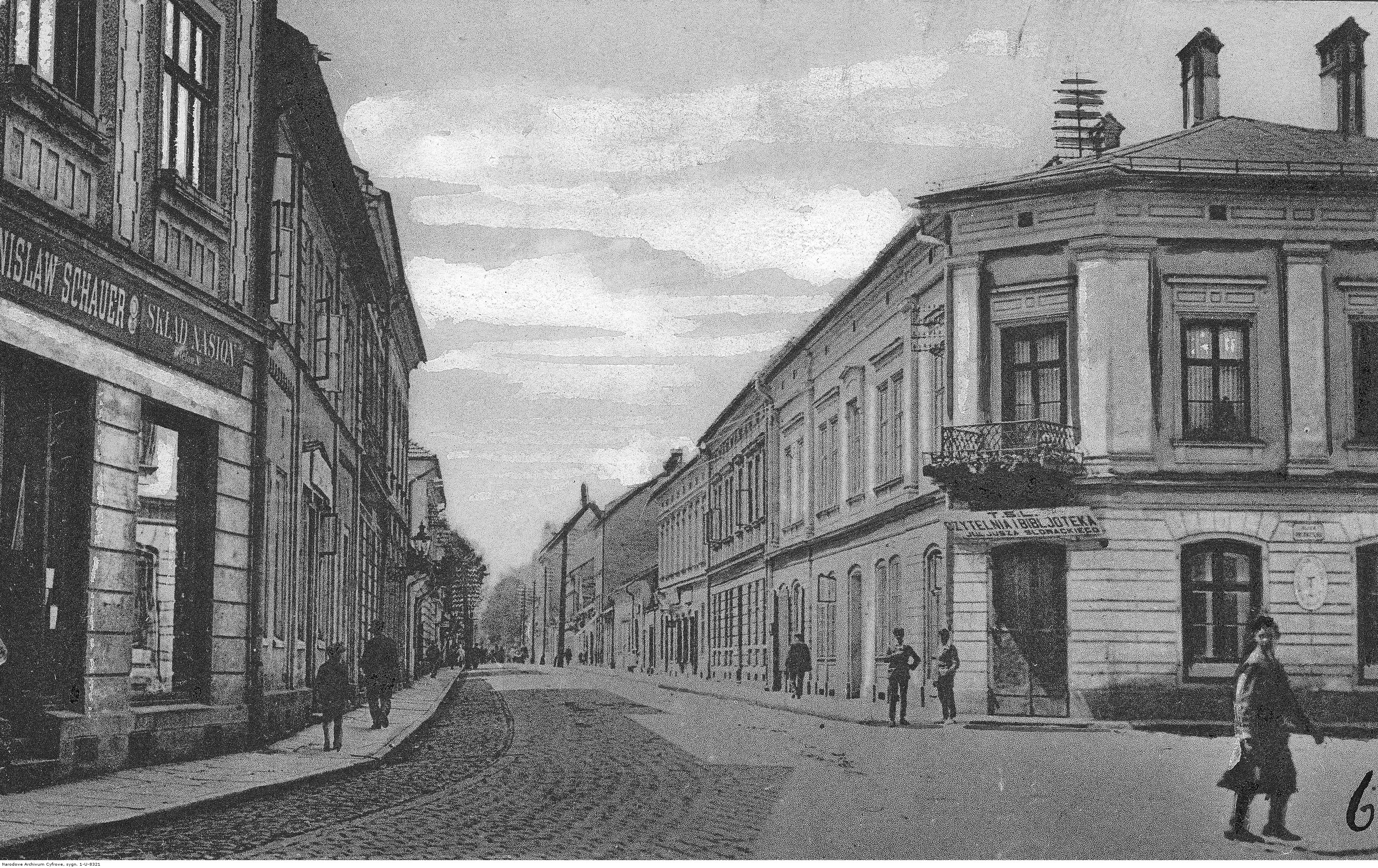
Ulica Kościuszki z kamienicą „Trojanówka” w okresie międzywojennym

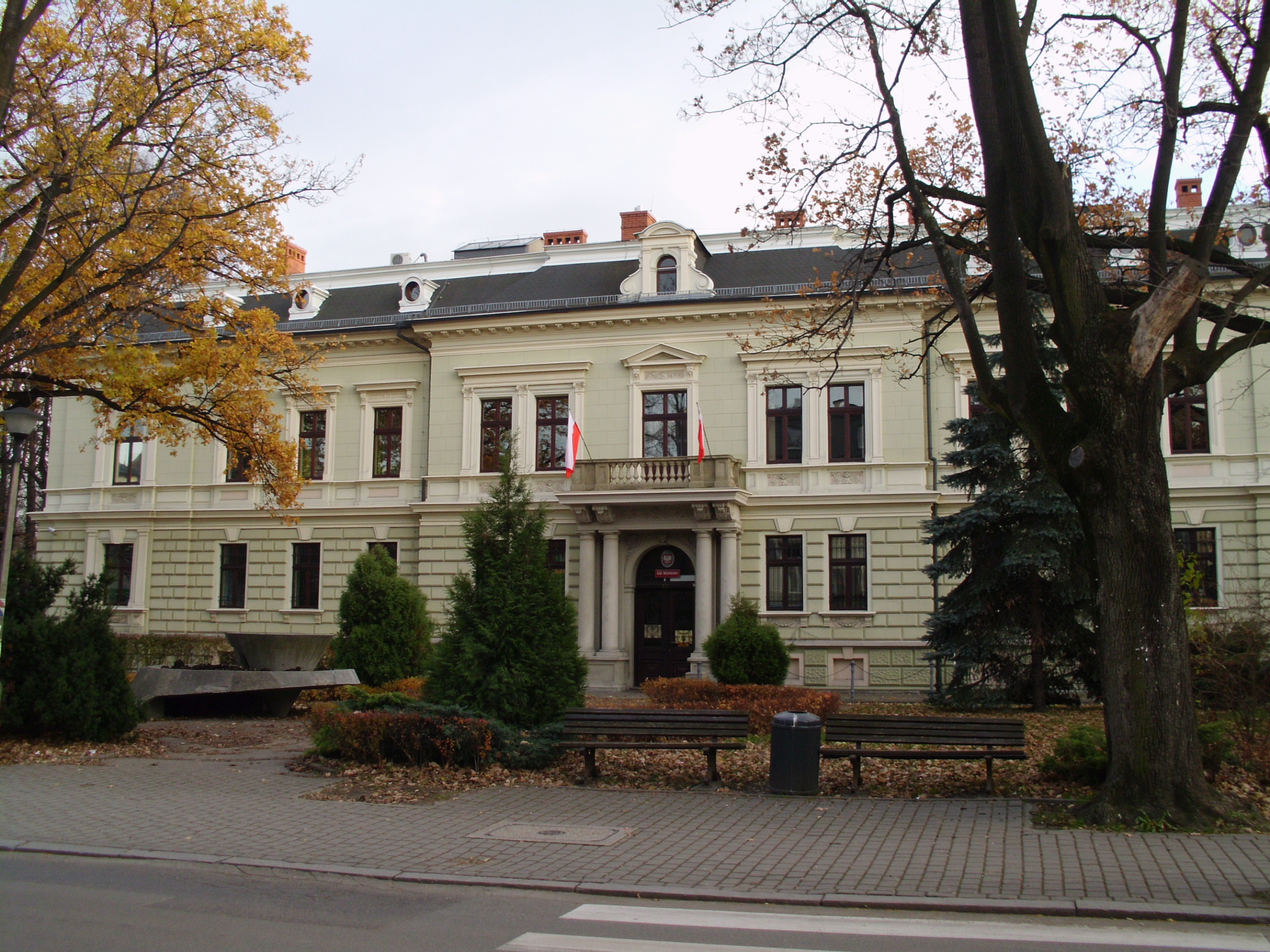
Sąd Rejonowy, ul. Kościuszki 39

Ulica została wytyczona na podstawie adaptacji późnośredniowiecznego planu szachownicowego, w wyniku przekształcenia wcześniejszej drogi. Był to odcinek biegnący od Rynku na zachód, noszący nazwę ulicy Świętokrzyskiej. Kolejną część traktu utworzono w latach 1779–1782 od obecnego budynku kamienicy pod numerem 20 w kierunku mostu na Sole, a nowemu odcinkowi nadano miano ulicy Bielskiej.
W XVIII wieku dzięki połączeniu trzech istniejących tu wcześniej budynków powstała kamienica przy ul. Kościuszki 5, która w okresie międzywojennym od ówcześnie użytkującej jej Spółdzielni Rolniczo-Handlowej „Siejba” uzyskała nazwę Siejba.
Przy ulicy skoncentrowało się życie handlowe i rozrywkowe dawnego Żywca. Wzdłuż całej swej długości zabudowana była zajazdami i gospodami. Przy niej znajdował się również budynek poczty konnej.
W 1831 r. powstał posąg św. Rozalii, umieszczony obok wylotu obecnej Alei Wolności. Było to wotum dziękczynne za wyzdrowienie córki Ignacego i Antoniny Krise z cholery. Wówczas była to część ogrodu pomiędzy dwiema lipami, gdzie pod blaszanym daszkiem postawiono pomnik. W okresie dwudziestolecia międzywojennego na jego miejscu miał powstać warsztat oraz sklep kuśnierski, w związku z czym planowano przeniesienie rzeźby. Wierzono jednak, że jej naruszenie przyniesie na miasto zarazę. Wskutek tego figurę wkomponowano w bryłę budynku, otaczając ją niszą. Piwnice kamienicy również omijają miejsce pod posągiem.
W 1869 r. przy ul. Kościuszki 15 przez Teodora Lintschera została założona drukarnia, prowadzona przez niego do 1917 roku. Po śmierci Teodora przejął ją jego syn Rudolf. W czasie okupacji jej pracownicy drukowali konspiracyjną gazetkę "Front Polski". W 1945 roku drukarnia została upaństwowiona. W latach 70. przeniesiona została do nieistniejącego budynku przy ulicy Witosa, a stamtąd na ulicę Świętokrzyską. Do roku 1991 pozostawała filią Zakładów Poligraficznych w Cieszynie, później sprywatyzowana.
W 1892 r. w kamienicy nr 46 powstała Komunalna Kasa Oszczędności, która w 1930 roku odnotowała szczyt oszczędności w kwocie 4 911 379 zł. 1 lipca 1950 roku na bazie Kasy, funkcjonującej do marca 1949 roku, powstał Oddział Narodowego Banku Polskiego. Podstawowej kadry pracowniczej dostarczało miejscowe Liceum Ekonomiczne. W roku 1989 w miejsce Oddziału NBP powstała tu siedziba oddziału Banku Przemysłowo–Handlowego S.A., po 2007 roku przejęta przez Bank Pekao.
W końcu XIX wieku powstał neorenesansowy gmach Zarządu Dóbr Arcyksiążęcych (ul. Kościuszki 39), pełniący następnie funkcję siedziby Komitetu Powiatowego Polskiej Zjednoczonej Partii Robotniczej. Budynek po 1990 przeszedł pod zarząd Nadleśnictwa Jeleśnia, a od 2002 roku zajmowany jest przez Sąd Rejonowy, funkcjonujący wcześniej od zakończenia II wojny światowej w gmachu Ratusza.
W 1901 r. ulica otrzymała nazwę ulica Kościuszki na całej dzisiejszej długości, od Rynku do mostu na Sole.
Na obecnym skrzyżowaniu z Aleją Wolności 15 lipca 1910 roku odsłonięto Pomnik Grunwaldzki wybudowany z okazji 500-lecia zwycięstwa Polski i Litwy nad Krzyżakami. Pomnik został zburzony w 1939 roku przez Niemców, odbudowany w 2005 roku.
W 1912 otwarty został budynek remizy Ochotniczej Straży Pożarnej przy ul. Kościuszki 29.
W 1962 roku przy wejściu do parku oddano do użytku nową centralę telefoniczną i pomieszczenia biurowe, później siedzibę Telekomunikacji Polskiej S.A., obecnie przeniesioną na ul. Dworcową.
Żywiecki Miejski Handel Detaliczny oddał do użytku w roku 1972 Dom Towarowy „Centrum” przy ul. Kościuszki 57.
Na początku kwietnia 2005 roku likwidacji uległ parking zlokalizowany w pobliżu budynku Sądu Rejonowego, a na jego miejscu wzniesiona została kamienica nr 33A. Również w 2005 roku, w związku z przebudową Placu Grunwaldzkiego, na skrzyżowaniu z ul. Podwale i al. Legionów wybudowane zostało rondo.
Plac zlokalizowany przy ul. Kościuszki przed budynkiem Sądu Rejonowego na mocy uchwały Rady Miasta z dnia 20 stycznia 2023 otrzymał nazwę Skweru Kawalerów Orderu Uśmiechu. Uroczystość jej odsłonięcia miała miejsce 17 czerwca 2023.

### Zmiany nazw
- przed 1782 r. – ul. Świętokrzyska[3]
- od 1782 do 1901 r. – ul. Bielska (od mostu do skrzyżowania z obecną ul. Batorego), ul. Świętokrzyska (dalszy odcinek do Rynku)[3]
- od 1901 do 1945 r. – ul. Kościuszki[3]
- od 1939 do 1945 r. – Hauptstrasse[22]
- po 1945 r. – ul. Kościuszki

## Przebieg

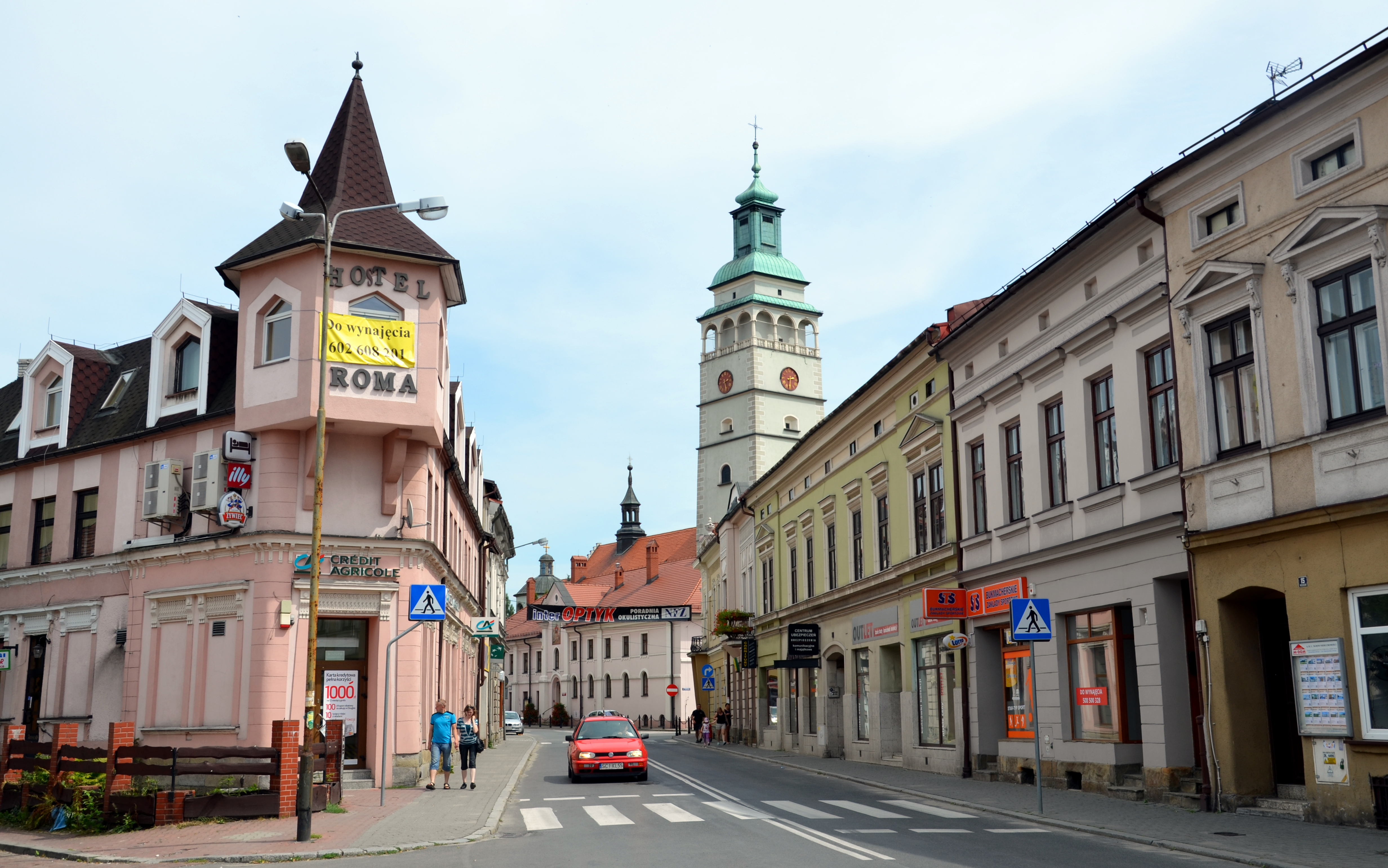
Widok ulicy Kościuszki w kierunku Rynku ze skrzyżowania z ul. Sobieskiego, Młyńską i Rzeczną

Ulica rozpoczyna się w południowo-zachodnim narożniku Rynku, odchodząc w kierunku zachodnim jako droga jednokierunkowa (ruch w kierunku Zabłocia. W odległości 65 metrów od Rynku odchodzi od niej ul. Sempołowskiej. Około 45 metrów dalej ul. Kościuszki krzyżuje się z ul. Zamkową, gdzie przechodzi w drogę dwukierunkową. Następnie (190 m) krzyżuje się z ulicami Młyńską, Sobieskiego i Rzeczną. Od połączenia z ul. Świętokrzyską i Batorego w rejonie Kościoła św. Krzyża (240 m) ruch odbywa się tylko w kierunku Rynku. Obok kamienicy „Polonia” (445 m) krzyżuje się z ulicami 3 Maja i Kraszewskiego. Następnie od ul. Kościuszki odchodzą ulice Witosa (500 m) i Węglowa (580 m). Od połączenia schodowego z Aleją Wolności (620 m) ulica biegnie wzdłuż północno-zachodniego krańca Placu Grunwaldzkiego, dochodząc do ronda (690 m), gdzie ul. Kościuszki krzyżuje się z al. Legionów i ul. Podwale. Ulica kończy się na wiadukcie nad al. Jana Pawła II przy Moście Jukacy (775 m), odkąd przechodzi w ul. Dworcową.

## Obiekty

### Siejba

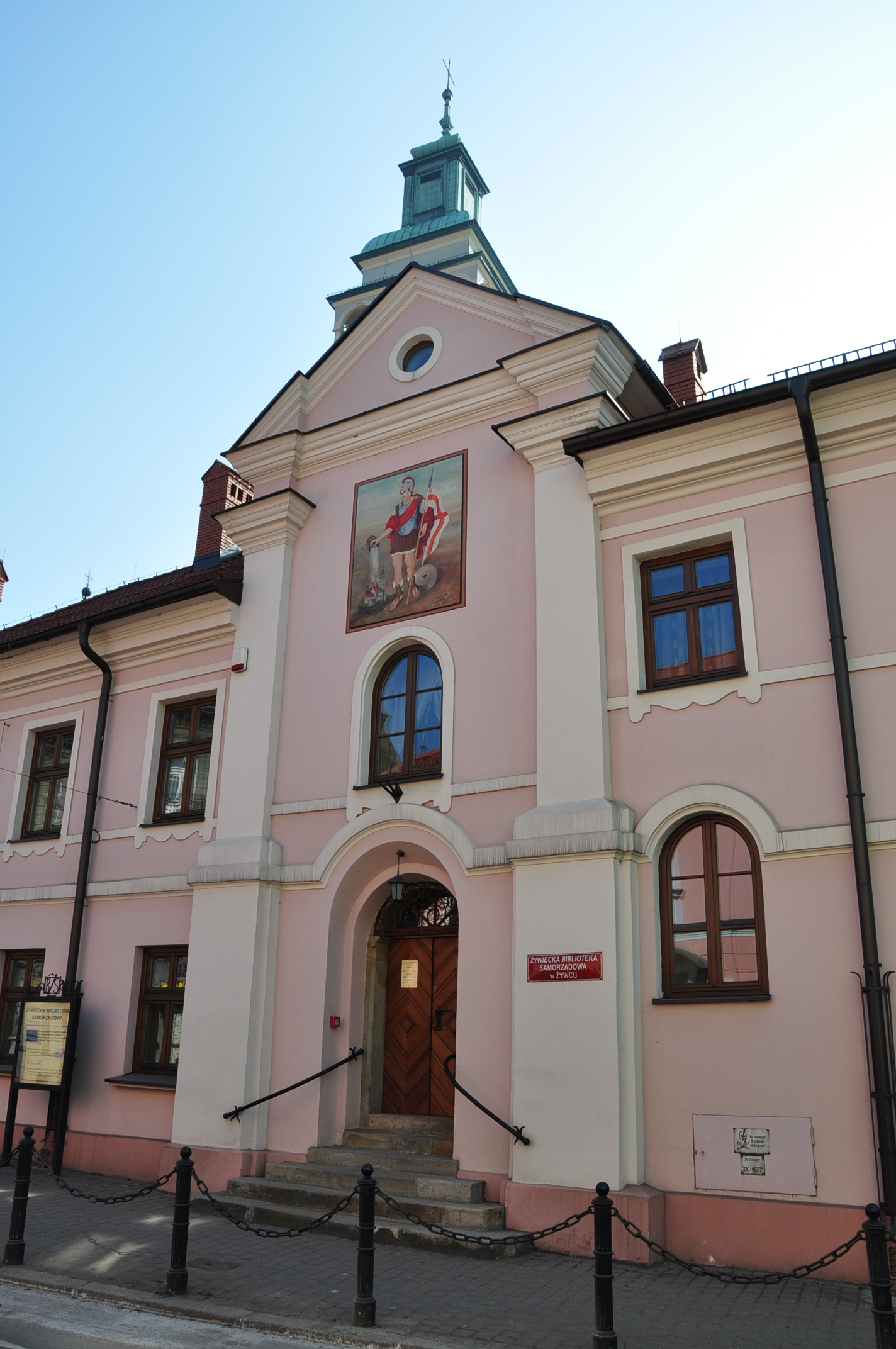
Kamienica „Siejba”

Jednym z najstarszych budynków w mieście jest klasycystyczna kamienica Siejba, położona przy ul. Kościuszki 5, na skrzyżowaniu z ul. Zamkową. Pierwotnie budynek ten stanowił trzy osobne kamienice, które zostały przebudowane i połączone w XVIII wieku. W II połowie XIX wieku przejął go Maciej Nawratil, który jej część przeznaczył na cele mieszkalne, natomiast w pomieszczeniach od strony ul. Zamkowej otworzył hotel pod nazwą „Europa”, w budynku tym mieściła się również restauracja. W tym okresie kamienicę nazywano „Nawratilówką”. Około 1921 roku budynek został sprzedany Towarzystwu Rolniczemu „Siejba”, mieścił również siedzibę organizacji „Strzelec”, część zajmowały mieszkania. W 1950 r. rozpoczęło tu działalność Muzeum Miejskie, w 2005 roku przeniesione do Starego Zamku. Dwa lata później w kamienicy ulokowano Żywiecką Bibliotekę Samorządową.

### Trojanówka
Kamienica „Trojanówka” przy ul. Kościuszki 20, zlokalizowana na skrzyżowaniu z ul. Świętokrzyską, została wybudowana w latach 90. XIX wieku, a jej nazwa pochodzi od nazwiska jej właścicieli, Trojanów.
1 września 1904 w Żywcu działalność rozpoczęła szkoła realna. Z uwagi na pozostawanie wówczas jej docelowej siedziby w budowie, zajęcia rozpoczęte zostały w prywatnym domu zlokalizowanym na Rudzy, na rogu współczesnych ulic 3-go Maja i Małej. Od 1 września 1905 placówka dokonała wynajęcia całego piętra kamienicy „Trojanówka”, dokąd przeniesiono prowadzenie lekcji. Szkoła realna funkcjonowała na piętrze kamienicy przy ul. Kościuszki 20 do końca roku szkolnego w 1909, a 1 września 1909 jej uczniowie rozpoczęli naukę w nowo powstałym gmachu przy ul. Zielonej 1.
3 maja 1927 w kamienicy „Trojanówka” przez Koło Towarzystwa Szkoły Ludowej im. Adama Asnyka w Żywcu została uruchomiona Czytelnia Towarzystwa Szkoły Ludowej. Zajęła ona w budynku cztery pomieszczenia, gdzie utworzona została biblioteka, czytelnia, pokój posiedzeń i zebrań Koła Towarzystwa Szkoły Ludowej, jak również pokój dla gospodarza placówki.
Po rozpoczęciu okupacji niemieckiej podczas II wojny światowej w 1939 biblioteka Koła Towarzystwa Szkoły Ludowej została zamknięta, jej zbiory przeznaczono na makulaturę, a część osób zaangażowanych w działalność Towarzystwa, w tym kierownika biblioteki Józefa Ziębę, wywieziono do obozów zagłady. 18 stycznia 1941 jej miejsce zajęła biblioteka ludowa przeznaczona dla ludności narodowości niemieckiej, która stanowiła jedną z najpiękniejszych tego typu placówek na terenach przyłączonych do Rzeszy. Do aktywności prowadzonych przez tę instytucję należało m.in. prowadzenie regularnych wieczorków odczytowych („Leseabende”).
Prace w celu reaktywacji działalności polskiej biblioteki z siedzibą w kamienicy rozpoczęto w kwietniu 1945. Jej ponownego otwarcia jako Biblioteki Miejskiej dokonano w maju 1945, co było możliwe dzięki zbiórce zachowanych książek, w tym pochodzących z biblioteki Towarzystwa Szkoły Ludowej, przeprowadzonej wśród mieszkańców Żywca przez Halinę Grządziel i Helenę Bidziuk, dawne członkinie Towarzystwa Szkoły Ludowej. Następnie biblioteka została przeniesiona do pomieszczeń w budynku Ratusza. W 1946 prowadzenie placówki zostało przejęte przez władze miejskie.
Od 1991 w kamienicy prowadzi działalność salon jubilerski.

### Remiza Straży Pożarnej

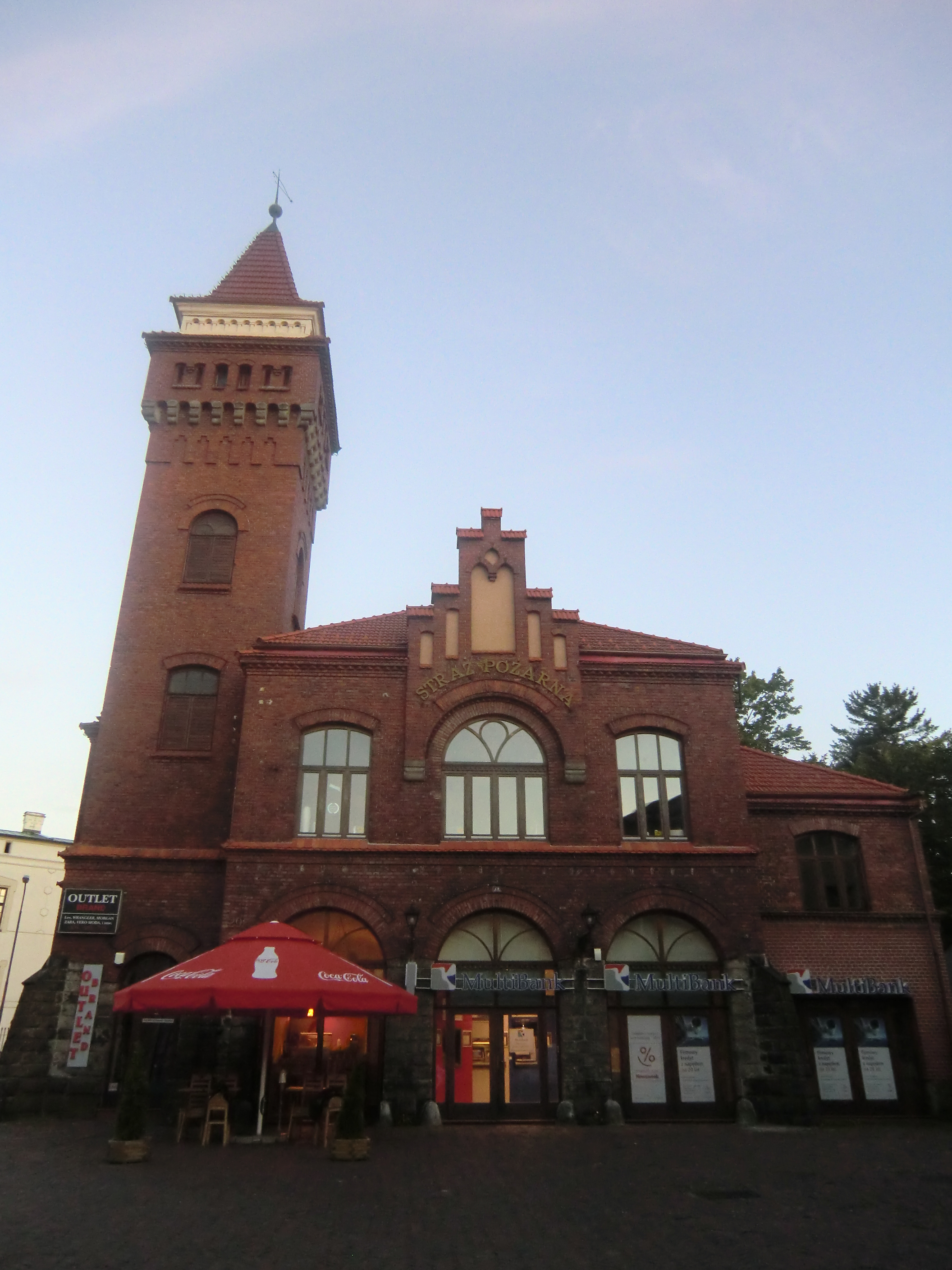
Dawna remiza straży pożarnej

W 1900 podjęta została decyzja o budowie nowej remizy dla założonej 14 kwietnia 1882 żywieckiej jednostki Ochotniczej Straży Pożarnej, której dotychczasowa siedziba mieściła się w drewnianej szopie zlokalizowanej przy ul. Pod Górą. Powstanie nowego budynku dla straży przy ul. Kościuszki 29 było możliwe dzięki środkom finansowym przekazanym na ten cel przez mieszkańców miasta, jak również nakładem ich pracy. Neogotycki budynek remizy przy ul. Kościuszki został udostępniony do użytku w 1912. Obiekt posiadał miejsce na garażowanie zaprzęgów konnych.
Siedziba straży pożarnej została uszkodzona w trakcie II wojny światowej, a do jej dobudowy doszło w 1947. W 1952 budynek stał się również siedzibą powołanego wówczas Pogotowia Straży Pożarnej.
1 stycznia 1968 powstała tu Zawodowa Straż Pożarna, w związku z czym funkcjonowanie Pogotowia Straży Pożarnej zostało zakończone. Z chwilą tą prawa do budynku została pozbawiona Ochotnicza Straż Pożarna, a jej sprzęt został przejęty przez zawodową jednostkę. Zarząd OSP przeprowadził jednak zabiegi w celu pozyskania w remizie pomieszczeń dla straży ochotniczej. W efekcie Zawodowa Straż Pożarna zajęła w obiekcie 4 pomieszczenia o łącznej powierzchni około 100 m², gdzie została urządzona dla niej świetlica, punkt alarmowy, kuchnia, łazienka i sypialnia. Przeznaczono dla niej także dwa pomieszczenia garażowe. Pozostała część budynku użytkowana była przez Ochotniczą Straż Pożarną.
Działalność OSP Żywiec-Śródmieście została zawieszona w sierpniu 1969 w wyniku konfliktów jednostki z kierownictwem Zawodowej Straży Pożarnej, a następnie reaktywowana w 1971. Po 1975 ZSP przejęła od OSP kolejne powierzchnie w remizie. Warunki lokalowe znacząco odbiegały od obowiązujących norm, w związku z czym postanowiono o powstaniu nowego obiektu dla Zawodowej Straży Pożarnej, co nastąpiło dzięki rozbudowie siedziby Ochotniczej Straży Pożarnej Żywiec-Zabłocie przy ul. Objazdowej w latach 1984–1990, dokąd w 1990 z ul. Kościuszki została przeniesiona jednostka Zawodowej Straży Pożarnej.
W 1992 doszło do sprzedaży remizy przy ul. Kościuszki na rzecz prywatnego inwestora. W wyniku tego Ochotnicza Straż Pożarna Żywiec-Śródmieście została pozbawiona dotychczasowego budynku. Nowa siedziba OSP została wówczas utworzona w piwnicy dawnego obiektu Fabryki Wtryskarek „Ponar” przy ul. Sienkiewicza 19, a następnie przeniesiono ją do kamienicy na rogu Rynku i ul. Jagiellońskiej. Do rozwiązania OSP Żywiec-Śródmieście doszło w 1992, kiedy jej zadania przejęła powołana wówczas Państwowa Straż Pożarna z siedzibą przy ul. Objazdowej.

### Gmach Urzędu Pocztowego
Poczta w Żywcu została założona jeszcze w końcu XVIII wieku i prowadziła działalność w kamienicy przy ul. Kościuszki należącej do rodziny Rybarskich. 1 maja 1833 budynek stał się siedzibą stacji pocztowej „Saybusch”. W 1898 wybudowany został nowy gmach poczty poczty konnej przy ul. Kościuszki 31. Działająca w nim placówka dysponowała bezpośrednim połączeniem z Wiedniem, które realizowały kursujące regularnie między budynkiem a stolicą monarchii konne dyliżanse pocztowe przewożące przesyłki. Realizowała ona również połączenia telegraficzne. W 1906 rozpoczęte zostały działania w celu włączenia tutejszej poczty do sieci telefonicznej.
Budynek poczty uległ uszkodzeniu w trakcie II wojny światowej. Współcześnie pozostaje siedziba Urzędu Pocztowego Żywiec 1.

### Spółdzielnia Pracy Przemysłu Ludowego i Artystycznego „Pilsko”

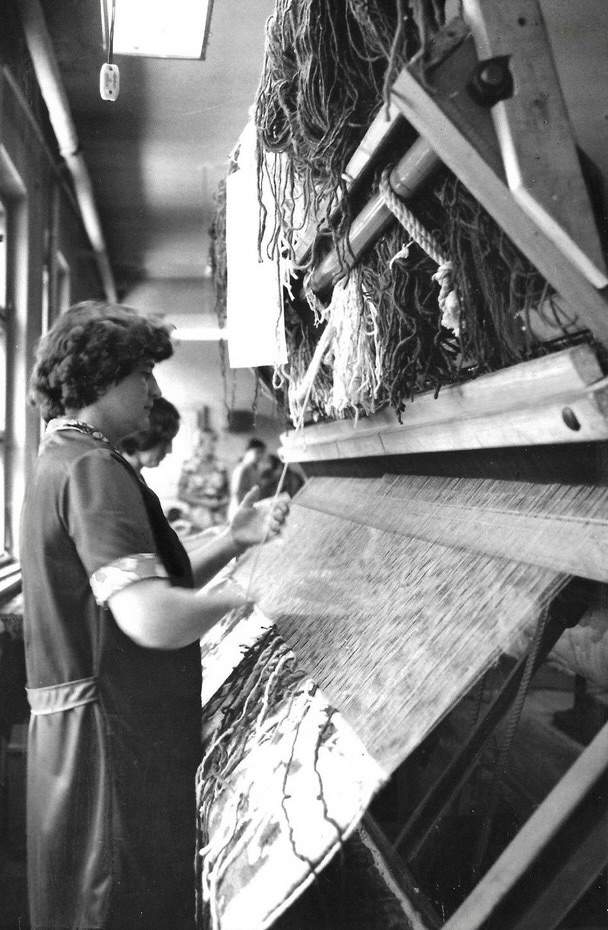
Pracownice Spółdzielni Pracy Przemysłu Ludowego i Artystycznego „Pilsko” podczas pracy przy krośnie w 1982

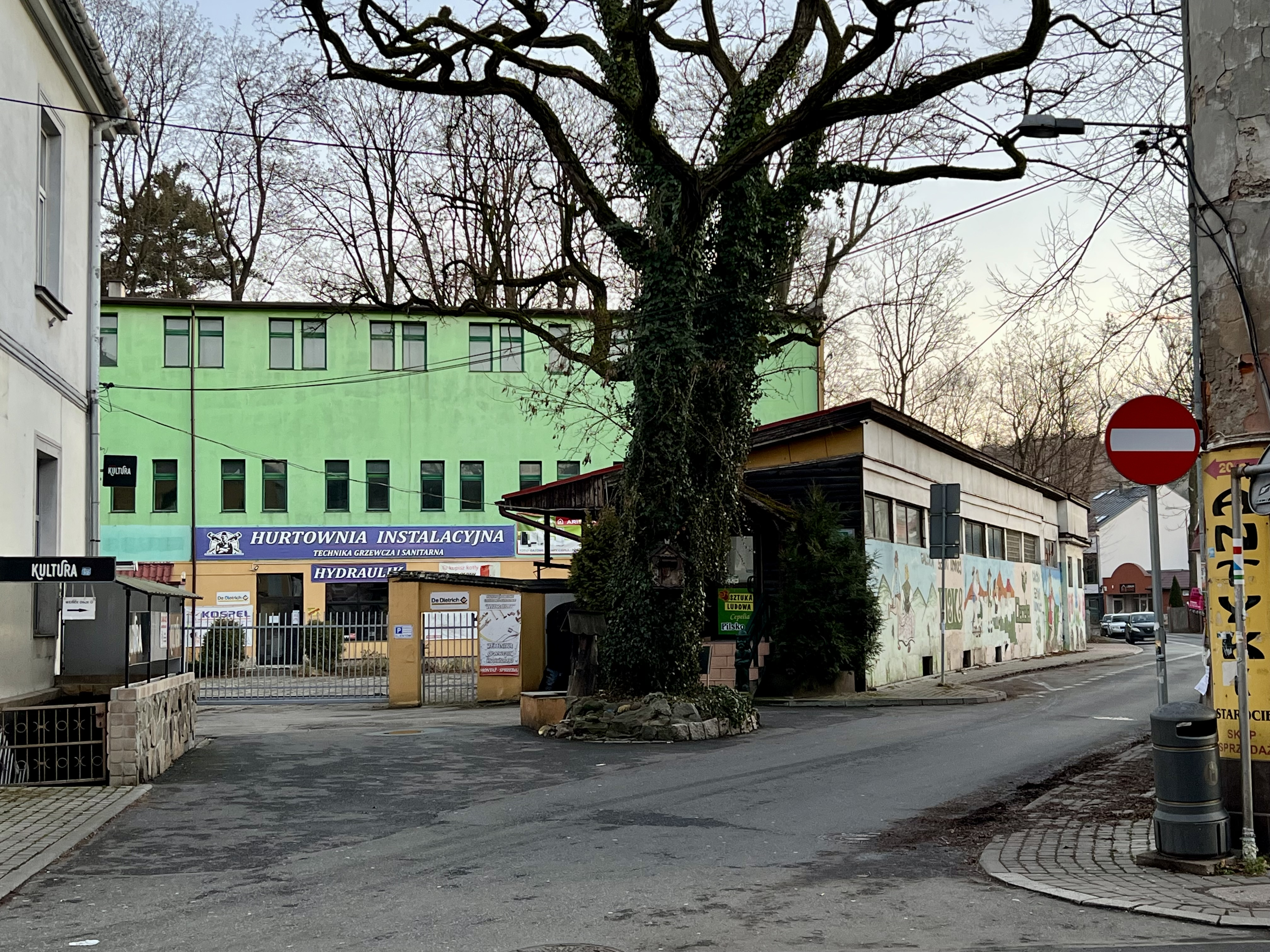
Zabudowania dawnej Spółdzielni Pracy Przemysłu Ludowego i Artystycznego „Pilsko” oraz sklep z rękodziełem spółki „Pilsko-Żywiec Rękodzieło Ludowe i Artystyczne” w 2024

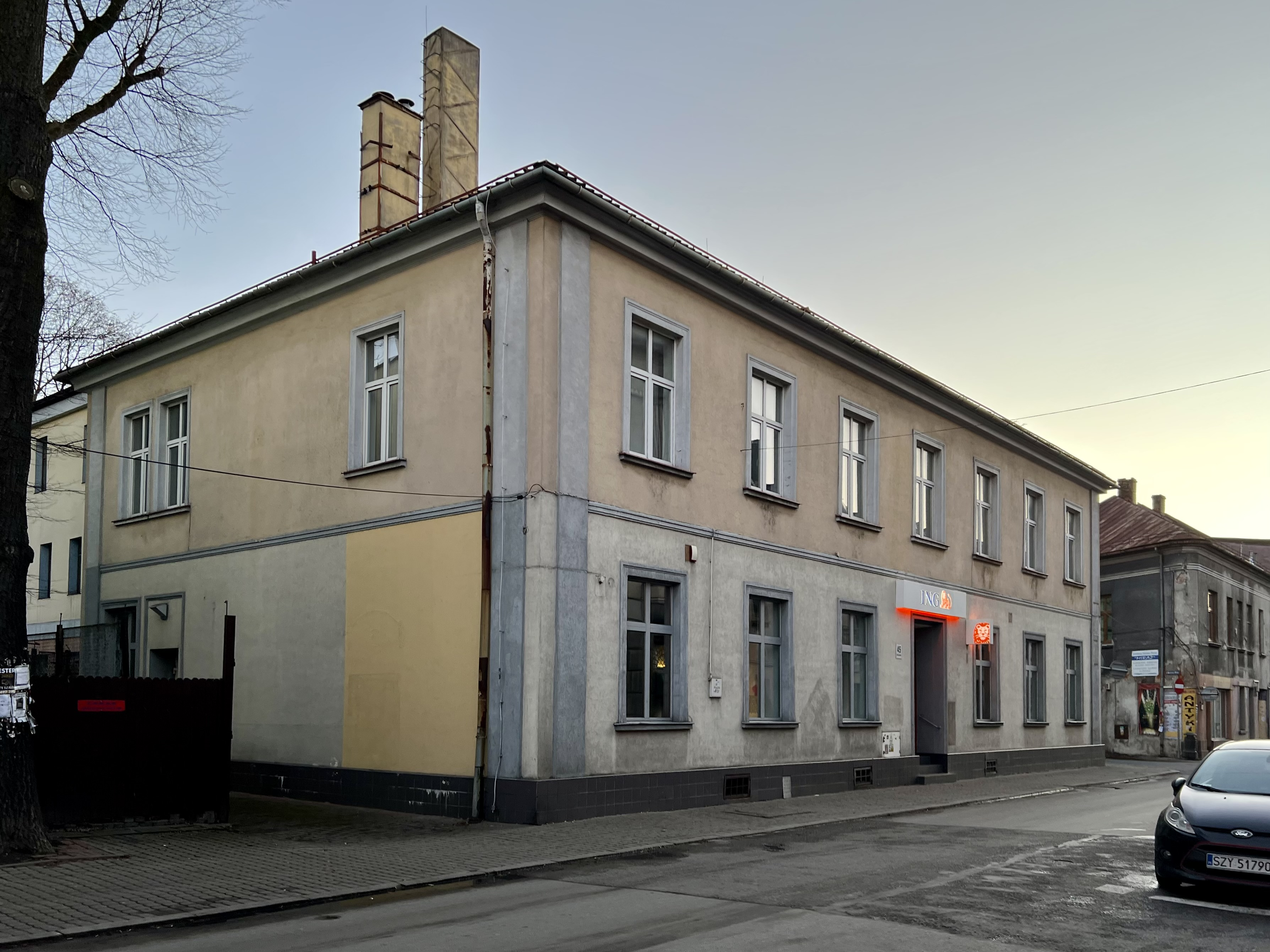
Dawny budynek biurowy Spółdzielni „Pilsko” przy ul. Kościuszki 45

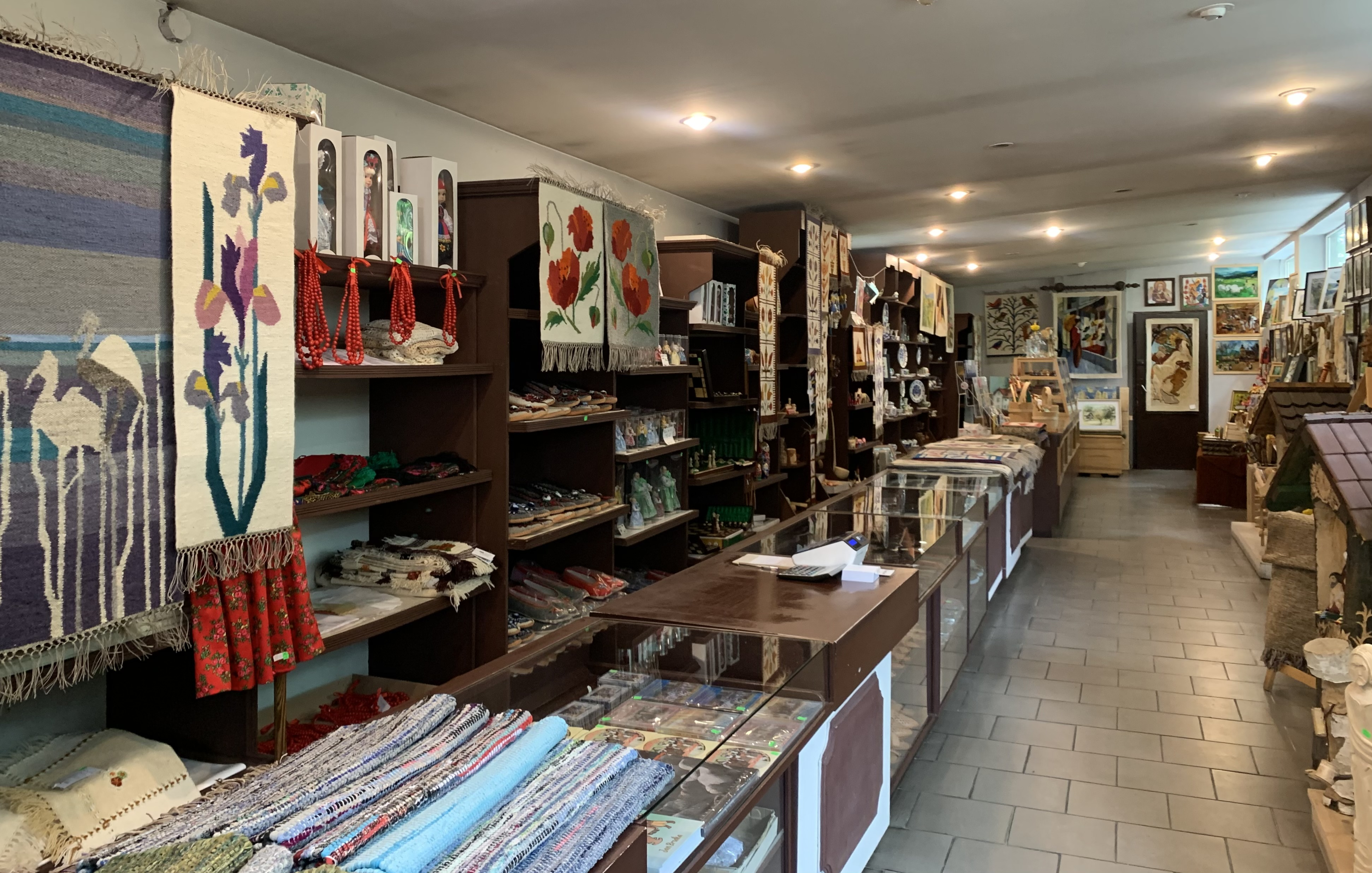
Wnętrze sklepu firmowego przedsiębiorstwa „Pilsko-Żywiec” w 2025

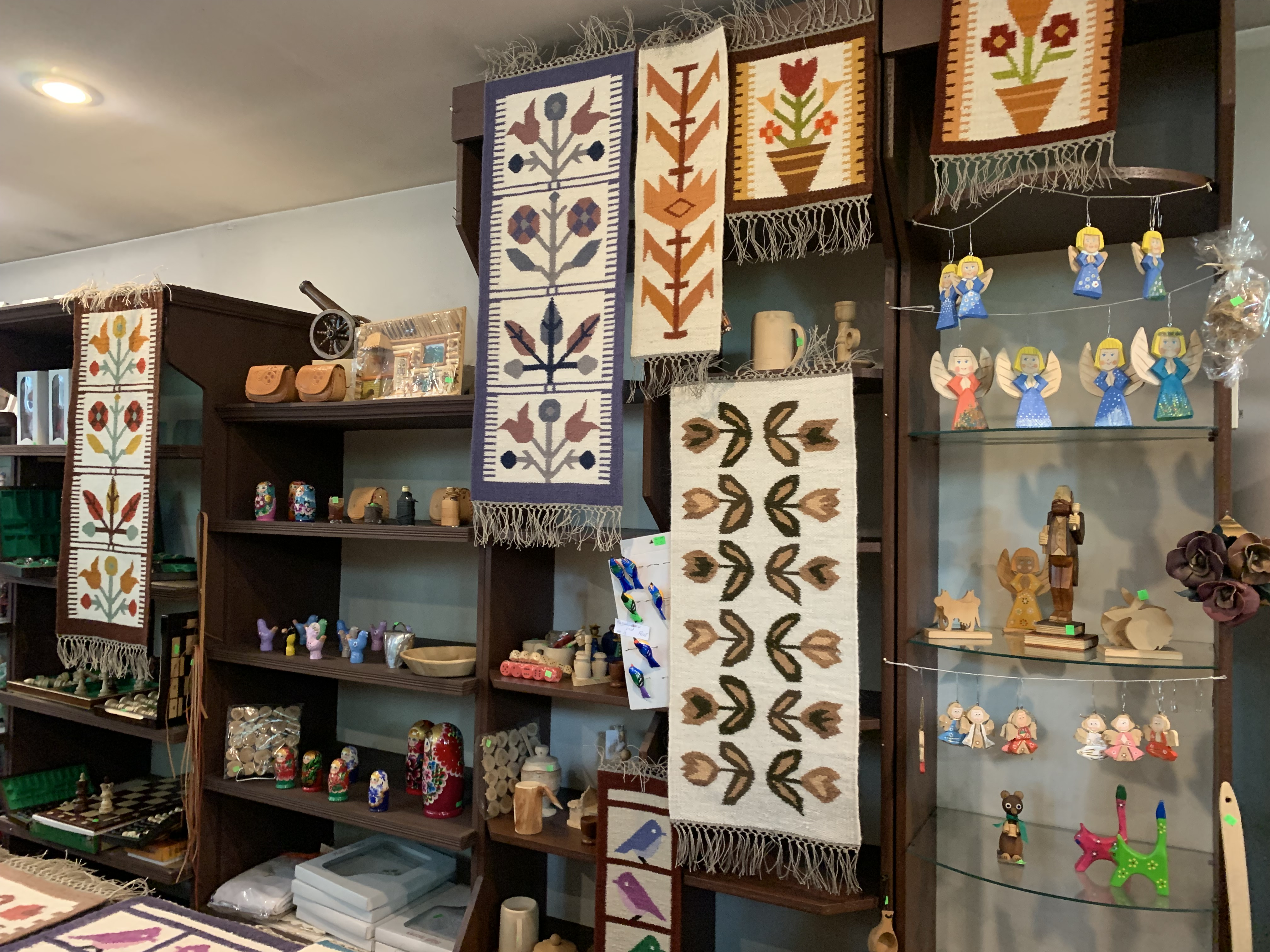
Produkty przedsiębiorstwa „Pilsko-Żywiec” w sklepie firmowym w 2025

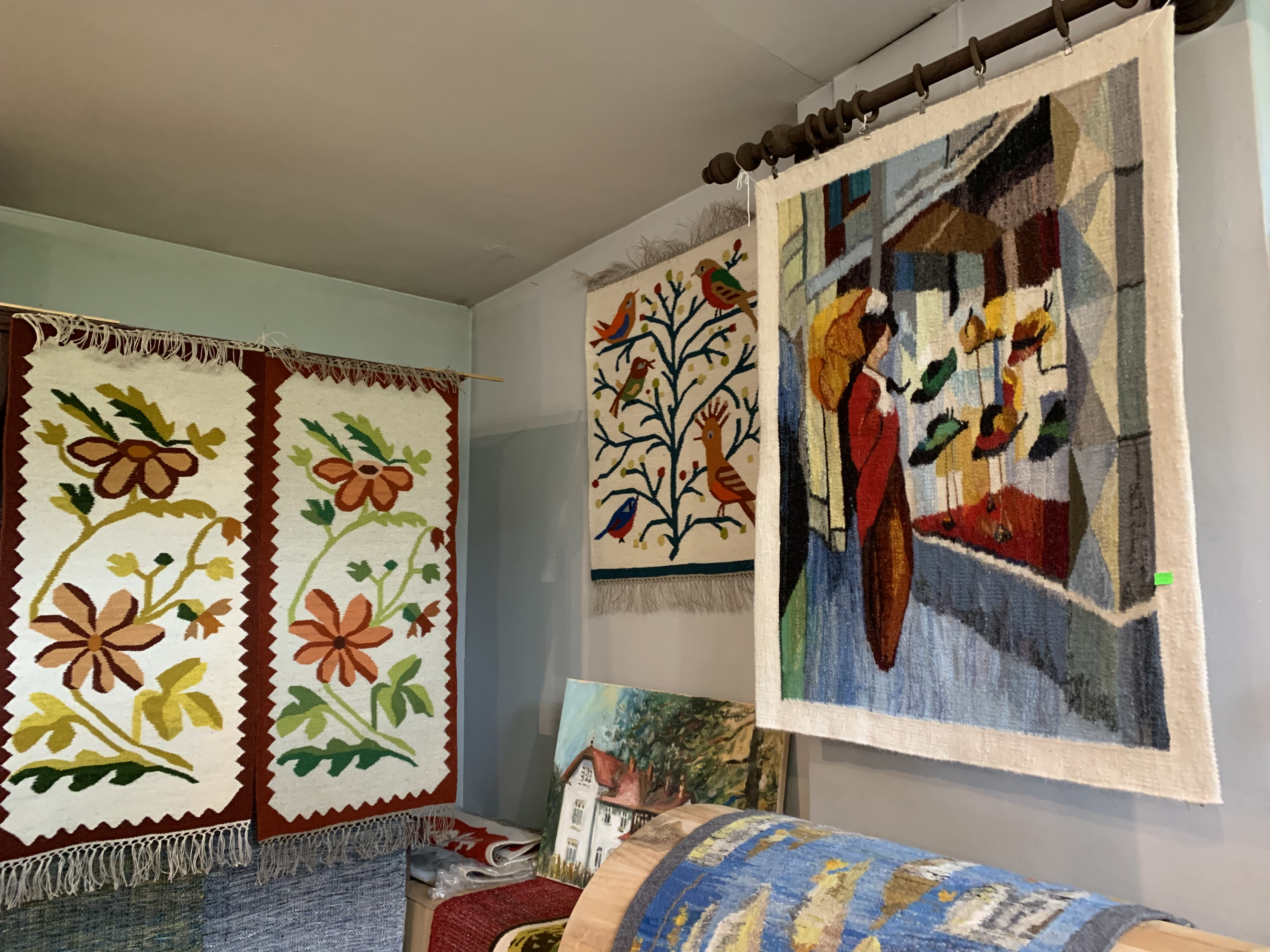
Produkty przedsiębiorstwa „Pilsko-Żywiec” w sklepie firmowym w 2025

9 maja 1947 funkcjonowanie rozpoczęła Spółdzielnia Przemysłu Ludowego i Artystycznego „Samopomoc Chłopska” z siedzibą przy ul. Kościuszki 45, założona przez 31 członków. Prowadziła ona początkowo skup i sprzedaż wyrobów bednarskich i koszykarski oraz ludowych zabawek, a wyroby te były wytwarzane w systemie pracy nakładczej. Zrzeszeni w niej chałupnicy pozyskiwali od spółdzielni materiały potrzebne do prowadzenia przez nich produkcji.
W 1950 Spółdzielnia Przemysłu Ludowego i Artystycznego „Samopomoc Chłopska” została przemianowana na Spółdzielnię Przemysłu Ludowego i Artystycznego „Chałupnik”. Doszło wówczas również do powstania jej działu włókienniczego, który zrzeszał hafciarki z terenu Żywiecczyzny. Ponadto w miejscowości Rychwałd powołany został podległy spółdzielni ośrodek tkactwa białego, który zajmował się chałupniczą produkcją charakterystycznych dla regionu obrusów, serwetek oraz firanek. Ze spółdzielni „Chałupnik” został następnie wydzielony dział koszykarski, który powołał samodzielną spółdzielnię z siedzibą  w Zarzeczu, a w 1954 dział produkcji drzewnej został przekształcony w spółdzielnię „Góral”, w efekcie czego Spółdzielnia Przemysłu Ludowego i Artystycznego „Chałupnik” od tej pory wytwarzała jedynie wyroby włókiennicze. W oficynie stanowiącej siedzibę spółdzielni kamienicy przy ul. Kościuszki 45 wzniesione zostały dwa obszerne budynki produkcyjne.
W 1953 przy spółdzielni został powołany chór, który decyzją Centralnego Związku Spółdzielni Rękodzieła Ludowego i Artystycznego „Cepelia” z 1954 został przekształcony w zespół regionalny. W momencie utworzenia zespół skupiał 40 członków, stanowiących przedstawicieli załogi spółdzielni. W 1957 pozyskano również członków Spółdzielczego Klubu Sportowego „Soła Żywiec”. W późniejszym okresie zespół uległ przemianowaniu na Zespół Pieśni i Tańca „Pilsko”.
W związku z ograniczonym w wyniku wyłączeń profilem spółdzielni „Chałupnik” 1 kwietnia 1964 przyjęła ona nazwę Spółdzielnia Przemysłu Ludowego i Artystycznego „Pilsko”. Zajmowała się ona produkcją tkanin z wełny, wełnianych chodników i dywanów, narzut, pledów, a ponadto tkanin sukienkowych, kostiumowych i płaszczowych, jak również chust, obrusów, poduszek oraz wyrobów dekorowanych żywieckimi haftami. Produkty te były sprzedawane także poza granicami kraju, a do największych ich odbiorców zagranicznych należały Belgia, Kanada, RFN i Stany Zjednoczone. Wyroby były eksportowane również do Australii, Holandii, Norwegii, Szwecji i Włoch. Spółdzielnia była autorem żywieckich strojów miejskich noszonych podczas występów przez członków Państwowego Zespołu Ludowego Pieśni i Tańca „Mazowsze” oraz Zespołu Pieśni i Tańca „Śląsk”.
W latach 70. XX wieku zatrudnienie w spółdzielni wynosiło około 500 etatowych pracowników oraz kolejnych 150 osób wykonujących pracę w ramach systemu chałupniczego. Poza budynkami przy ul. Kościuszki należały do niej również obiekty przy ul. Wesołej 92 (dawna Fabryka Dywanów Orientalnych „Persja”) oraz ul. Za Wodą (dział produkcji mokrej – farbiarnia).
Wełna używana do produkcji przez spółdzielnię pozyskiwana była m.in. z zakładów na terenie Łodzi, natomiast materiał zakupywany na miejscu charakteryzował się szorstka strukturą, skutkując znaczną ilością odpadów produkcyjnych. Ilość wyrobów tworzonych przez przedsiębiorstwo zależała od pozyskanych przydziałów materiałów, które były określane przez Centralny Związek Spółdzielni Rękodzieła Ludowego i Artystycznego „Cepelia”, sprawujący zwierzchni nadzór nad spółdzielnią „Pilsko”. Przez „Cepelię” regulowany był także zbyt towarów powstałych w Żywcu, który odbywał się poprzez należące do niej biura sprzedaży zlokalizowane w Gdyni, Katowicach, Krakowie, Poznaniu, Warszawie i Wrocławiu oraz oddziały w Lublinie i Szczecinie, skąd produkty były dystrybuowane do sklepów „Cepelii” na obszarach obejmowanych przez daną jednostkę.
Spółdzielnia posiadała plastyczki pracujące na miejscu, które zajmowały się opracowywaniem motywów używanych na wyrobach, podlegających następnie zatwierdzeniu przez Krajową Komisję Artystyczną i Etnograficzną w Warszawie. Inne wzory były nabywane od centrali warszawskiej i należały do nich m.in. przedstawienia kogutów, ornamenty roślinne czy dekoracje geometryczne.
W wyniku kryzysu gospodarczego w końcu lat 80. XX wieku spółdzielnia znalazła się w stanie kryzysu finansowego, tracąc płynność finansową. Zatrudniała ona wówczas około 350–400 pracowników. Dostarczane do centrali towary nie były opłacane. Konieczność pokrywania kosztów materiałów, surowców oraz wynagrodzeń dla pracowników przy braku należnych płatności pogłębiła trudności ekonomiczne. Spółdzielnia „Pilsko” uzyskała niezależność od „Cepelii” w pozyskiwaniu kontrahentów, w związku z czym w odpowiedzi na pogarszającą się sytuację rozpoczęto poszukiwania alternatywnych kanałów dystrybucji. Współpracę nawiązano m.in. z Powszechną Spółdzielnią Spożywców „Społem”, a na początku lat 90. XX wieku również z nowo powstającymi sklepami prywatnymi. Wyroby spółdzielni „Pilsko” były nabywane także przez osoby szukające sposobu na alokację kapitału z powodu panującej inflacji złotego. Otwarty został ponadto sklep firmowy, który uruchomiono na parterze budynku administracyjnego spółdzielni przy ul. Kościuszki 45.
W związku z zakupem nowej maszyny przędzalniczej kondycja finansowa spółdzielni uległa dalszemu pogorszeniu w wyniku konieczności spłaty wysokich odsetek od kredytu pozyskanego na jej nabycie, w wyniku czego zatrudnienie spadło do około 70 osób. Decyzją walnego zgromadzenia członków w październiku 1991 Spółdzielnia „Pilsko” została postawiona w stan likwidacji. Powołany został likwidator przedsiębiorstwa, którym został Mieczysław Wyrwalski. Rozpoczęte zostały zwolnienia grupowe zrzeszonych w niej chałupników, a następnie pozostałych pracowników. W związku z zadłużeniem bankowym ogłoszony został przetarg na sprzedaż długu spółdzielni. Doszło do ograniczenia produkcji zakładu, a spółdzielnia funkcjonowała do 1992. Z inicjatywy powołanego w 1992 nowego likwidatora spółdzielni Zbigniewa Marcisza w celu zachowania działalności przedsiębiorstwa postanowiono o powstaniu w miejsce spółdzielni w 1993 spółki z ograniczoną odpowiedzialnością „Pilsko-Żywiec Rękodzieło Ludowe i Artystyczne” i wykupieniu długu spółdzielni przez jej dotychczasowych pracowników. Zaległości na rzecz Urzędu Skarbowego zostały uregulowane w ramach przekazania tej instytucji technicznie przestarzałego budynku farbiarni przy ul. Za Wodą. Dzięki sprzedaży maszyny przędzalniczej umożliwiona została spłata członków spółdzielni.
W 2005 zakład zatrudniał 10 osób i zajmował się ręcznym wytwarzaniem kilimów, dywaników oraz chodników, które sprzedawane były następnie w sklepie firmowym przy ul. Kościuszki 45 na skrzyżowaniu z ul. Witosa, a także w sklepach z rękodziełem ludowym w innych miastach na terenie kraju. Posiadany park maszynowy pozostawał wyłączony z użytku i oczekiwał na ponowne uruchomienie w bardziej sprzyjających okolicznościach. Przedsiębiorstwo prowadziło ponadto współpracę oraz patronat nad około 200 twórcami ludowymi z Żywiecczyzny i innych regionów. W budynku administracyjnym na piętrze znajdowały się dwa pomieszczenia biurowe mieszczące zarząd spółki, jak również świetlica, udostępniana bezpłatnie Regionalnemu Zespołowi Pieśni i Tańca „Pilsko” na jego salę prób. Ulokowane były tam również pomieszczenia na przechowywanie strojów wykorzystywanych przez zespół. Parter budynku administracyjnego pozostawał wynajęty przez Bank Śląski oraz sklep mięsny, natomiast parter obu budynków produkcyjnych w oficynie dzierżawiła hurtownia odzieżowa „Juta”.
Przedsiębiorstwo „Pilsko-Żywiec Rękodzieło Ludowe i Artystyczne” zajmowało się następnie ręczną produkcją kilimów i gobelinów. Prowadziło także sklep z rękodziełem własnym oraz pozyskiwanym od różnych twórców ludowych, zlokalizowany przy ul. Kościuszki 45, i funkcjonujący do końca maja 2025. Podczas zgromadzenia wspólników w dniu 17 czerwca 2025 podjęta została uchwała o postawieniu spółki „Pilsko-Żywiec Rękodzieło Ludowe i Artystyczne” w stan likwidacji.

### Dom Towarowy „Centrum”

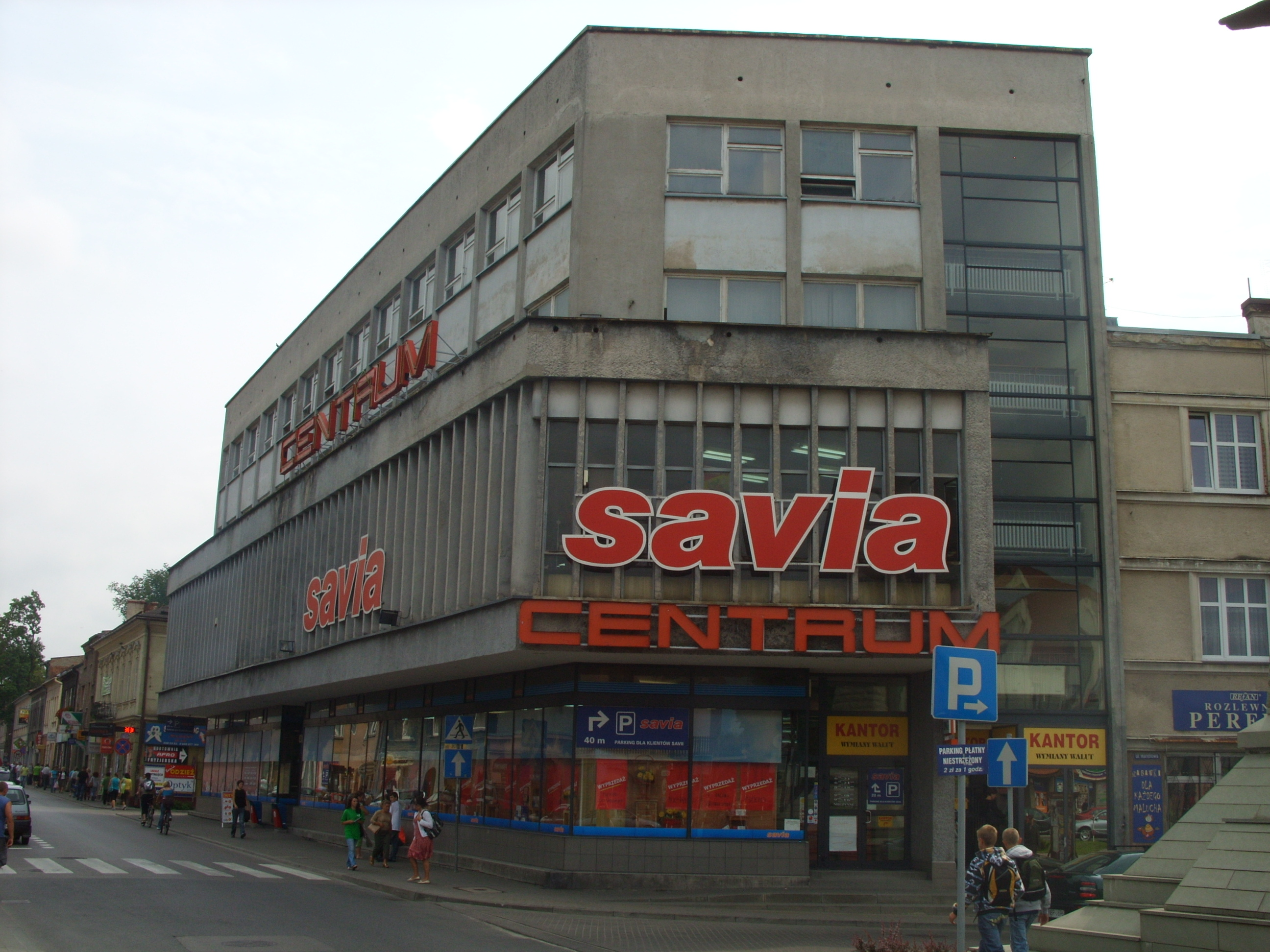
Dom Towarowy „Centrum” przy ul. Kościuszki 57 w 2009

W związku z popularnością otwartego 29 Lutego 1968 przy ul. Marchlewskiego Spółdzielczego Domu Handlowego „Beskid” zarządzanego przez Powszechną Spółdzielnię Spożywców „Społem”, w 1968 przedsiębiorstwo Miejski Handel Detaliczny podjęło decyzję o powstaniu na terenie Żywca kolejnego domu towarowego. Został on otwarty październiku 1972 w budynku wniesionym na skrzyżowaniu ulic Kościuszki i Handlowej (ul. Kościuszki 57). Jego budowa pochłonęła 15 milionów złotych. Obiekt składa się z czterech kondygnacji. Początkowo na parterze odbywał się handel artykułami spożywczymi oraz został tam zlokalizowany bar kawowy. Pierwsze piętro zajął dział artykułów przemysłowych oraz odzieży i obuwia, natomiast pozostałe dwa piętra przeznaczone były pod biura i magazyny. Przez kolejne lata Dom Towarowy „Centrum” był największą i najlepiej zaopatrzoną placówką handlową w mieście. Charakteryzował się różnorodnym asortymentem towarów, który obejmował zarówno produkty spożywcze, jak i artykuły przemysłowe, sprzęt AGD oraz pasmanterię. Końcem 1994 po trwającym miesiąc remoncie sali sprzedaży artykułów spożywczych na parterze została wprowadzona tam samoobsługa.
W latach 90. XX wieku Dom Towarowy „Centrum” został przejęty przez powstałą w 1991 sieć handlową „Savia”, która w listopadzie 1995 weszła w skład grupy Tesco, jednak należące do niej placówki do 1 września 2011 działały w dalszym ciągu pod dawnym szyldem. Zostały wówczas przemianowane na „Tesco Supermarket”.
W związku z redukcją liczby sklepów sieci Tesco na terenie Polski, placówka przy ul. Kościuszki 57 uległa likwidacji 14 września 2017, a budynek został opuszczony. 7 marca 2018 otwarty tu został sklep z tanią odzieżą, który zajął wszystkie kondygnacje obiektu. Został on następnie zastąpiony przez sklep meblowy.

## Komunikacja miejska
Ulicą kursują autobusy komunikacji miejskiej linii 1, 2, 3, 4, 5, 6, 7, 8, 9, 10, 11, 12, 13, 14, 15, 16 i 17, zatrzymujące na jednym przystanku („Hotel Polonia”).